# امولسیون

A. دو مایع غیرقابل حل در هم، که هنوز امولسیون نشده‌اند. B. امولسیون مرحله دوم که در مرحلهٔ یک پخش شده‌است C. بالا آمدن مواد پایدار در سطح D. مواد فعال میان مرحله یک و دو امولسیون قرار می‌گیرند و آن را پایدار می‌کنند.

امولسیون (به فرانسوی: Émulsion) یا نامیزه نوعی کلوئید مایع در مایع است که در آن قطره‌های ریز یک مایع (مانند روغن) در مایعی دیگر (مانند آب) بی‌آنکه با یکدیگر درآمیزند (حل شوند)، پراکنده‌ هستند.
یک امولسیون از دو مایع امتزاج ناپذیر (معمولاً روغن و آب) تشکیل شده‌است که یکی از آن‌ها به صورت قطرات ریز در دیگری پراکنده شده‌است. مایع پراکنده شده فاز پراکنده یا داخلی و مایع احاطه‌کننده قطرات فاز پیوسته، بسته یا خارجی نامیده می‌شود. تمام مایعات را به دو نوع کلی تقسیم‌بندی می‌کنند که شامل آبی‌ها و روغنی‌ها است. آبی‌ها به آب و آن دسته از مایعاتی که قابل حل در آب هستند گفته می‌شوند و سایر مایعات در دسته روغنی‌ها قرار می‌گیرند. مسلماً این تقسیم‌بندی غیر دقیق است ولی در بسیاری از موارد به درستی عمل می‌کند. امولسیون‌های مایع-مایع عمدتاً به دو دسته آب در روغن (W/O) و روغن در آب (O/W) تقسیم‌بندی می‌شوند. در اولی فاز روغنی و در دومی فاز آبی فاز پیوسته را تشکیل می‌دهد. در سال ۱۸۸۸ میلادی کوئینک گفت: یک امولسیون حاوی قطرات بزرگ چربی است که در فاز آبی پراکنده شده‌اند. در صنعت نفت که اکثراً با امولسیون‌های W/O برخورد می‌شود به امولسیون‌های O/W امولسیون معکوس گفته می‌شود. در صنعت، امولسیون‌های پیچیده تری تشکیل می‌شوند مانند امولسیون‌های O/W/O و W/O/W و O1+O2/W و O2/W/O1 به این امولسیون‌ها، امولسیون‌های کمپلکس گفته می‌شود. غلظت قطرات در امولسیون معمولاً با کسر حجمی فاز پراکنده(Ф) بیان می‌شود.
- امولسیون‌ها موادی ناهمگن و کدر هستند
- در صورتی که از پایدار کننده امولسیون استفاده نشده باشد می‌توان اجزا آنها را از یکدیگر جدا کرد

## امولسیفایِر
امولسیفایر ماده‌ای است که از طریق کاستن از سرعت واکنش‌های شیمیایی باعث پایداری یک امولسیون می‌شود. دسته‌ای از امولسیفایرها که در زمرهٔ مواد سورفکتانت یا مواد فعال در سطح هستند، به صورت گسترده‌ای در محصولات غذایی به کار می‌روند. موارد زیر نمونه‌ای از امولسیفایرها هستند که در صنایع غذایی به کار می‌روند:
- لسیتین زردهٔ تخم‌مرغ
- خردل
- لسیتین سویا
- سدیم استیرویل لاکتیلیت
- داتِم